# Genesis Archive 1967–75
Genesis Archive 1967–75 – czteropłytowa kompilacja archiwalnych nagrań grupy Genesis, wydana w formie boxu w 1998 roku. Zawiera niepublikowane nagrania koncertowe oraz wersje demo, a także rzadkie utwory z singli.

## Zawartość

### CD1 i CD 2
Na obu płytach zamieszczono zapis koncertowej wersji The Lamb Lies Down On Broadway. Nagrania dokonano w The Shrine Auditorium w Los Angeles 24 stycznia 1975. Dla potrzeb wydawnictwa poprawiono niektóre partie wokalne i całkowicie zrekonstruowano utwór It, który z winy reżysera dźwięku nie został zarejestrowany podczas tego występu
Cd 1 (50:31):
1. The lamb lies down on Broadway (6:28)
2. Fly on a windshield (4:38)
3. Broadway melody of 1974 (0:34)
4. Cuckoo cocoon (2:16)
5. In the cage (7:56)
6. The grand parade of lifeless packaging (4:25)
7. Back in N.Y.C. (6:18)
8. Hairless heart (2:21)
9. Counting out time (3:59)
10. Carpet crawlers (5:45)
11. The chamber of 32 doors (5:51)

Cd 2 (52:23):
1. Lilywhite Lilith (3:04)
2. The waiting room (6:14)
3. Anyway (3:28)
4. Here comes the supernatural anaesthetist (3:57)
5. The lamia (7:18)
6. Silent sorrow in empty boats (3:08)
7. The colony of slippermen (Arrival. A visit to the doktor. Raven) (8:47)
8. Ravine (1:36)
9. The light dies down on Broadway (3:37)
10. Riding the scree (4:29)
11. In the rapids (2:25)
12. It (4:20)

### CD 3
Pięć pierwszych nagrań pochodzi z koncertu w Rainbow Theatre w Londynie, 20 października 1973. Utwór nr 6 pochodzi z sesji dla BBC, a pozostałe trzy utwory z singli z lat 1971–1972.
Cd 3 (74:59):
1. Dancing with the moonlit knight 7:05
2. Firth of fifth 8:28
3. More fool me 3:59
4. Supper's ready 26:34
5. I know what I like 5:36
6. Stagnation 8:53
7. Twilight alehouse 7:48
8. Happy the man 2:54
9. Watcher of the skies 3:42

### CD 4
Utwory 2-4 pochodzą z sesji dla potrzeb programu Nightride BBC z 22 lutego 1970. Pozostałe utwory to wersje surowe lub demo z lat 1967-1968.
Cd 4 (72:23):
1. In the wilderness (2:59)
2. Shepherd (4:00)
3. Pacidy (5:41)
4. Let us now make love (6:13)
5. Going out to get you (4:53)
6. Dusk (6:13)
7. Build me a mountain (4:12)
8. Image blown out (2:11)
9. One day (3:08)
10. Where the sour turns to sweet (3:14)
11. In the beginning (3:31)
12. The magic of time (2:01)
13. Hey! (2:27)
14. Hidden in the world of dawn (3:10)
15. Sea bee (3:04)
16. The mystery of the Flannan Isle Lighthouse (2:35)
17. Hair on the arms and legs (2:41)
18. She is beautiful (3:46)
19. Try a little sadness (3:20)
20. Patricia (3:04)

## Muzycy
- Tony Banks
- Phil Collins
- Peter Gabriel
- Steve Hackett
- Mike Rutherford
- Anthony Phillips
- John Mayhew
- John Silver